# Gigi Parrish
Pour les articles homonymes, voir Parrish.
Gigi Parrish (30 août 1912-8 février 2006) fut une actrice américaine des années 1930.

## Biographie
Née Katherine Gertrude McElroy à Cambridge (Massachusetts), elle grandit à Hartford. Sa mère mourut en 1918, et elle et ses frères et sœurs furent adoptés par l'auteur Dillwyn Parrish. Bien qu'il fût son aîné de 18 ans, ils tombèrent amoureux et elle se maria alors qu'elle n'avait que 15 ans.
En, 1929, ils déménagèrent en Californie où elle signa un contrat avec Samuel Goldwyn, faisant ses débuts en 1933 dans Roman Scandals, où figuraient aussi au générique Eddie Cantor et Gloria Stuart, ce qui lui valut d'être une des WAMPAS Baby Stars de 1934 et d'avoir plusieurs seconds rôles.
Elle fit une dernière apparition à l'écran en 1937 dans August Week End.

## Filmographie
- 1933 : Roman Scandals
- 1934 : Train de luxe
- 1934 : The Love Captive
- 1934 : Kiss and Make-Up
- 1934 : Down to Their Last Yacht (en)
- 1934 : Cœurs meurtris  (A Girl of the Limberlost) de Christy Cabanne
- 1934 : Girl o' My Dreams''
- 1935 : Symphony of Living
- 1936 : August Week End

## Source
- (en) Cet article est partiellement ou en totalité issu de l’article de Wikipédia en anglais intitulé « Gigi Parrish » (voir la liste des auteurs).